# Condado de Deaf Smith
O Condado de Deaf Smith é um dos 254 condados do estado norte-americano do Texas. A sede do condado é Hereford, e sua maior cidade é Hereford.
O condado possui uma área de 3 880 km² (dos quais 2 km² estão cobertos por água), uma população de 18 561 habitantes, e uma densidade populacional de 5 hab/km² (segundo o censo nacional de 2000).
O condado foi criado em 1876.